# Маломошковецька сільська рада
Маломошковецька сільська рада — колишня адміністративно-територіальна одиниця та орган місцевого самоврядування у Коднянському (Солотвинському), Андрушівському і Бердичівському районах Житомирської і Бердичівської округ, Київської й Житомирської областей Української РСР та України з адміністративним центром у с. Малі Мошківці.

## Населені пункти
Сільській раді підпорядковані населені пункти:
- с. Малі Мошківці

## Населення
Кількість населення ради, станом на 1923 рік, становила 1 694 особи, кількість дворів — 350.
Відповідно до перепису населення СРСР, станом на 17 грудня 1926 року, чисельність населення ради становила 1 599 осіб, з них, за статтю: чоловіків — 763, жінок — 836; етнічний склад: українців — 1 547, росіян — 7, євреїв — 18, поляків — 25, чехів — 2. Кількість господарств — 357, з них, несільського типу — 11.
Відповідно до результатів перепису населення СРСР, кількість населення ради, станом на 12 січня 1989 року, становила 778 осіб.
Станом на 5 грудня 2001 року, відповідно до перепису населення України, кількість мешканців сільської ради становила 689 осіб.

## Склад ради
Рада складається з 12 депутатів та голови.

## Керівний склад сільської ради
| ПІБ                        | Основні відомості                                                                     | Дата обрання | Дата звільнення |
| -------------------------- | ------------------------------------------------------------------------------------- | ------------ | --------------- |
| Шевцов Микола Вікторович   | Сільський голова , 1960 року народження, освіта, безпартійний                         | 26.03.2006   | 31.10.2010      |
| Шелепа Анатолій Леонідович | Сільський голова, 1975 року народження, освіта вища, член Української Народної Партії | 31.10.2010   |                 |

Примітка: таблиця складена за даними джерела

## Історія
Створена 1923 року в с. Малі Мошківці Солотвинської волості Житомирського повіту Волинської губернії. Станом на 17 грудня 1926 року в підпорядкуванні значаться хутори Груздів, Павлівка та Струків, які, на 1 жовтня 1941 року, не перебували на обліку населених пунктів.
Станом на 1 вересня 1946 року та 1 січня 1972 року сільська рада входила до складу Андрушівського району Житомирської області, на обліку в раді перебувало с. Малі Мошківці.
Виключена з облікових даних 24 листопада 2015 року. Територію та населені пункти ради включено до складу новоствореної Червоненської селищної територіальної громади Андрушівського району Житомирської області.
Входила до складу Коднянського (Солотвинського, 7.03.1923 р.), Андрушівського (17.06.1925 р., 4.01.1965 р.) та Бердичівського (30.12.1962 р.) районів.